# Gordie Howe Trophy
Die Gordie Howe Trophy wurde an den wertvollsten Spieler der World Hockey Association verliehen. Die Trophäe hieß von 1973 bis 1975 Gary L. Davidson Award, nach einem der Gründer der WHA. Sie wurde zu Ehren von Gordie Howe, einem der besten Spieler aller Zeiten, umbenannt.

## Preisträger
| Jahr | Spieler       | Team                |
| ---- | ------------- | ------------------- |
| 1979 | Dave Dryden   | Edmonton Oilers     |
| 1978 | Marc Tardif   | Nordiques de Québec |
| 1977 | Robbie Ftorek | Phoenix Roadrunners |
| 1976 | Marc Tardif   | Nordiques de Québec |
| 1975 | Bobby Hull    | Winnipeg Jets       |
| 1974 | Gordie Howe   | Houston Aeros       |
| 1973 | Bobby Hull    | Winnipeg Jets       |